# Roberto Freire
Roberto João Pereira Freire (Recife, 20 aprile 1942) è un avvocato e politico brasiliano, presidente Nazionale del partito Cidadania.

## Biografia

### Infanzia e giovinezza
Roberto Freire è nato in una famiglia della classe media a Recife. Il padre, João Figueiredo Freire, era un impiegato di piccole aziende industriali e commerciali private della città e la madre, Maria de Lourdes Pereira Freire, era una casalinga.
Roberto ha praticato diverse attività sportive durante la sua giovinezza - soprattutto allo Sport Recife -, e ha persino formato la squadra di basket di Pernambuco .

### Vita pubblica
Roberto ha iniziato la sua carriera in politica nel 1962, quando era uno studente presso la Facoltà di Giurisprudenza della Università Federale di Pernambuco (UFPE). Servì anche come avvocato sindacale nell'ufficio di Rildo Souto Maior e Francisco Maia, difendendo i lavoratori rurali, sotto la guida di Gregório Bezerra - l'uomo del ferro e del fiore -, quando rafforzò i suoi rapporti con il vecchio PCB del 1922.
Entrò nel servizio pubblico nel 1967, dopo essere stato approvato prima nel corso per dirigente della Cooperativa di Riforma Agraria Integrale tenuto dall'IBR . Successivamente è stato approvato, in un concorso interno di ascensione funzionale, per la carica di procuratore autonomo dell'IBRA - Istituto Brasiliano di Riforma Agraria (attualmente INCRA).  Attualmente è un avvocato in pensione presso INCRA.
Ha partecipato per la prima volta a un'elezione nel 1972. Candidato sindaco di Olinda dall'allora MDB, è stato il più votato.
Il primo mandato, come deputato statale, lo ha vintonel 1974 dall'MDB. Ha recitato in diversi scontri nella lotta per la redemocratizzazione , come quando era l'unico parlamentare, il 1º settembre 1978, a salire sul podio per contestare energicamente l'elezione di governatori e senatori bionici. Per la sua condotta combattiva e di principio, è stato considerato dai giornalisti della commissione dell'Assemblea uno dei politici più in vista della legislatura. .
Dalla sua esperienza in Pernambuco, considerato uno degli esponenti della sinistra nordorientale, Freire inizia la sua carriera a livello nazionale. Viene eletto per quattro mandati successivi di deputato federale , prima dal MDB / PMDB e poi dal PCB. Nel 1994 viene eletto senatore e nel 2002 è tornato alla Camera per il 5 ° mandato come deputato federale.
Alla Camera dei Deputati è stato vice-leader dell'MDB . Ha partecipato attivamente ai lavori delle commissioni, la più importante delle quali si occupa della legge sull'amnistia . È diventato il leader del governo Itamar Franco, dopo il licenziamento di Fernando Collor.
In qualità di capogruppo PPS al Senato, è diventato un punto di riferimento nella lotta per l'affermazione dei principi repubblicani , per concludere un nuovo patto federale e sostenere politiche solide per garantire lo sviluppo regionale - soprattutto nelle regioni del Nordest, del Nord e del Midwest .
Durante tutta la sua vita pubblica, Freire si è distinto nella lotta per la fine della dittatura e per la ripresa della democrazia , difendendo sempre ampie alleanze politiche e criticando i segmenti della sinistra meno favorevoli ad accordi e composizioni con settori della destra politica . Ha anche sostenuto, in questa prospettiva, l'adozione di pratiche di democrazia diretta - il plebiscito , il referendum e le proposte di legge dell'iniziativa popolare , principi sanciti dalla Costituzione del 1988.
Ha guidato, con Teotônio Vilela e altri, la campagna per l'amnistia per i prigionieri politici e perseguitati. Ha visitato le carceri , ha partecipato a dibattiti e manifestazioni e ha negoziato direttamente la stesura di leggi che avrebbero consentito il rilascio e il ritorno nel Paese di centinaia di brasiliani perseguitati o banditi dal regime militare.  È stato anche il principale articolatore del libro Amnesty International , che ha registrato nella storia la lotta per la riconciliazione tra i brasiliani.
Ha anche partecipato in prima linea alla campagna per Diretas Já . Dopo la sconfitta dell'emendamento presentato da Dante de Oliveira , che ristabiliva le elezioni dirette in Brasile, ha affrontato l'opposizione di sinistra sostenendo la soluzione del collegio elettorale , che avrebbe eletto Tancredo Neves e José Sarney, segnando la fine del ciclo dei regimi militari.
Sempre nell'MDB, ha criticato il cosiddetto "gruppo autentico" dell'MDB, composto da parlamentari che sostenevano lo scioglimento del partito, per essersi rifiutato di svolgere il ruolo di "opposizione consensuale" da parte del regime militare. Il punto di vista di Freire e altri prevaleva sul fatto che il MDB potesse essere uno strumento senza precedenti per articolare un'uscita negoziata dalla dittatura.
Freire era al fianco dei grandi movimenti democratici popolari vittoriosi dell'ultimo quarto del XX secolo . Ha sostenuto e partecipato al processo di ricostruzione degli enti studenteschi liberi e dell'UNE , ha partecipato a tutti i congressi che hanno discusso la creazione di un centro operaio; ha anche partecipato intensamente allo sciopero dei lavoratori e ai movimenti sindacali a Pernambuco, nell'ABC a San Paolo e in quasi tutti gli stati brasiliani.
Come leader del PCB, dopo la legalizzazione del partito, ha avuto un ruolo di primo piano nell'Assemblea Costituente . È stato tra i dieci parlamentari che più hanno partecipato al dibattito plenario ; fu autore di più di cinquecento proposte inserite nel testo costituzionale, aiutò a risolvere l'impasse quando stabilì il concetto di emendamento agglutinante,  poi incorporato dai reggimenti delle due Camere al Congresso e da altre legislature brasiliane.
Nella Costituente ha difeso la definizione della funzione sociale della proprietà privata; la libertà religiosa di pensiero e di informazione ; l'espansione dei diritti individuali, compreso il diritto di sciopero per i lavoratori del settore privato e per i dipendenti pubblici; accesso alla salute pubblica attraverso la creazione del rafforzamento del SUS ; rafforzare le università pubbliche e aumentare il sostegno alla scienza e alla tecnologia .
Come deputato federale, si è distinto per la regolarizzazione della situazione degli stranieri, si è adoperato per ampliare i quadri giuridici per espandere la riforma agraria, ha presentato un progetto per garantire elezioni dirette per le posizioni di preside e vice preside delle università federali e altri istituti di insegnamento di terzo grado gestiti dall'Unione .
Parallelamente alle attività parlamentari, Freire ha criticato gli errori del cosiddetto socialismo reale e, nel 1992, insieme ad altri ex compagni del Partito Comunista Brasiliano, ha lasciato il PCB e ha fondato il Partito socialista popolare . Tuttavia, mantiene pubblicamente la difesa della possibilità storica di costruire nuovi paradigmi basati sul socialismo, in opposizione alle forze conservatrici che proclamano la morte del pensiero socialista.
La sua visione del mondo è stato esposta, nel 1989, durante la sua campagna di correre per il presidente della Repubblica, su un piatto condiviso con lavoratore sanitario Sérgio Arouca come candidato alla vicepresidenza, quando ha discusso privatizzazioni nel dell'economia brasiliana . Contro la visione tradizionale della sinistra marxista prediceva il socialismo democratico, ammettendo l'inevitabilità della globalizzazione , mentre difendeva l'affermazione, al suo interno, dei valori democratici e umanistici e non degli interessi della mercato.
Freire si è opposto al governo Lula. Una volta ha affermato che chi detiene il potere in Brasile non aveva un progetto governativo e che questo obiettivo sarebbe stato difficile da raggiungere durante l'esercizio del potere. Per diversi mesi ha denunciato l'alleanza di Lula con vecchie idee economiche e con vecchi gruppi politici al Congresso e ha suggerito correzioni al governo.
Dopo quattro anni lontano dalle attività parlamentari, Roberto è stato eletto deputato federale a San Paolo nel 2010 con più di 120.000 voti.
Nel 2014, ha subito la sua prima sconfitta alle elezioni proporzionali ottenendo solo il quarto sostituto per deputato federale ancora una volta per il San Paolo. Tuttavia, è tornato alla Camera il 20 marzo 2015.
Il 18 novembre 2016 è stato annunciato come nuovo ministro della Cultura dopo le dimissioni di Marcelo Calero.  La nomina è stata pubblicata sulla Gazzetta Ufficiale federale il 22 novembre 2016,  dopo aver prestato giuramento il 23 novembre 2016.
È stato esonerato, su sua richiesta, dalla carica di ministro della Cultura dal presidente Michel Temer il 22 maggio 2017. Il 23 maggio riprese il suo posto come sostituto supplente per San Paolo.

### Vita privata
Roberto è sposato con Marisa Vasconcelos Freire, anche lei avvocato di Rio de Janeiro, con sede a Brasilia . Ha cinque figli dal suo precedente matrimonio, con Letícia Baltar Freire, figlia dell'ex senatore Antônio Bezerra Baltar (1915 - 2003): Marta Baltar Freire, Cláudia Baltar Freire, Luciana Baltar Freire, Mariana Baltar Freire  e João Baltar Freire.